# After Burner

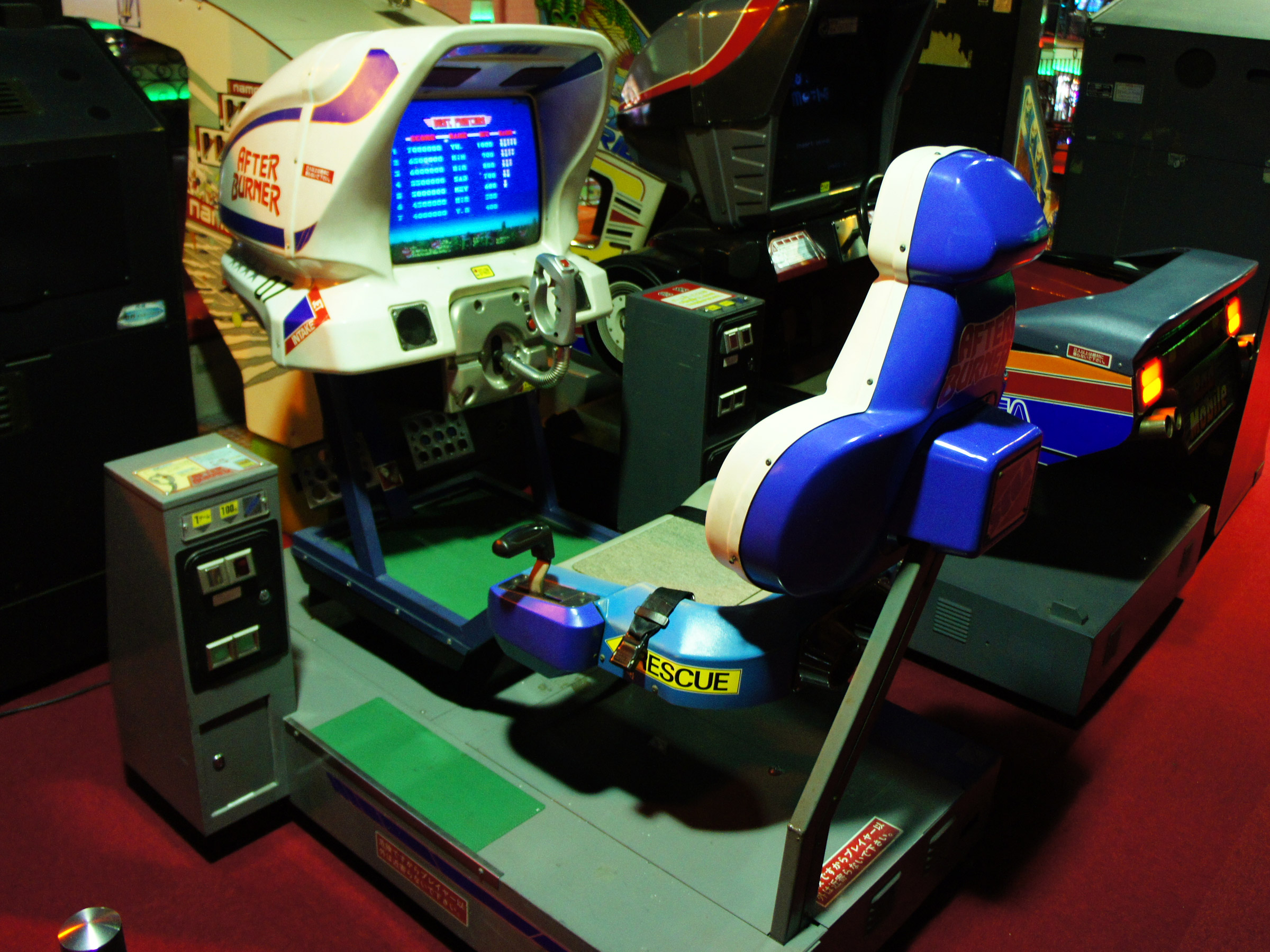
Sega After Burner

After Burner ist eine Arcade-Shoot-’em-up-Spielreihe, die von Sega AM2 entwickelt wurde. Sega veröffentlichte 1987 sowohl After Burner als auch After Burner II, die sich nur in einem geringen Maße unterscheiden.

## Spielbeschreibung
Der Spieler steuert einen Kampfjet, dessen Darstellung im Spiel einer F-14 Tomcat gleicht. Das Spiel besteht aus 18, beziehungsweise 23 Levels im zweiten Teil. Der Spieler nimmt das Flugzeug aus einer Verfolgerperspektive wahr und versucht verschiedene Gegner zu bekämpfen. Wie bei den Spielen Space Harrier und Hang-On stellte Sega verschiedene Versionen des Arcade-Automaten her. Neben einem Standardgehäuse fertigte das Unternehmen eine hydraulische Sit-Down-Version. Diese bildet ein Flugzeugcockpit nach und bewegt sich entsprechend dem Spielverlauf. Die auffälligste Änderung des zweiten Teils ist ein in den Automaten eingebauter Schubhebel, mit dem die Geschwindigkeit geregelt werden kann.

## Weitere Teile und Portierungen
Sega veröffentlichte 1992 After Burner III auf dem Mega-CD. Das Spiel ist eine Portierung des nur in Japan erschienenen Strike Fighter, eines Ablegers der Serie. In dieser Konvertierung ist es sowohl möglich die aus der Reihe bekannte Verfolgerperspektive als auch die Cockpitperspektive des Originals zu wählen. 2006 veröffentlichte Sega das Arcade-Spiel After Burner Climax. Die Hardware des Automaten baut auf dem Sega-Lindbergh-System auf.
After Burner wurde auf Amiga, Amstrad CPC, Atari ST, Commodore 64, MS-DOS, MSX, NES, das Stand-Alone-Handheld-Gerät von Tiger Electronics, Sega 32X, Sega Master System und Sinclair ZX Spectrum portiert. Der zweite Teil wurde für Amiga, Atari ST, MS-DOS, Sega Mega Drive, NES und PC Engine veröffentlicht. In der Reihe SEGA AGES 2500 erschien es außerdem für die PlayStation 2. Für den Nintendo 3DS erschien es als 3D After Burner II.
Neben Strike Fighter existieren mit G-Loc - Air Battle (1990), Sky Target (1995) und Sega Strike Fighter (2000) weitere Ableger der Reihe.

## Chronologie
- 1987 – After Burner
- 1987 – After Burner II
- 1991 – After Burner III
- 2006 – After Burner Climax
- 2007 – After Burner: Black Falcon